# Claudia Bunge
Claudia Mary Bunge (Auckland, 21 settembre 1999) è una calciatrice neozelandese, difensore del Melbourne Victory e della nazionale neozelandese.

## Palmarès

### Club
- Campionato australiano: 1

Melbourne Victory: 2022-2021, 2021-2022